# Grzybówka chlorowonna

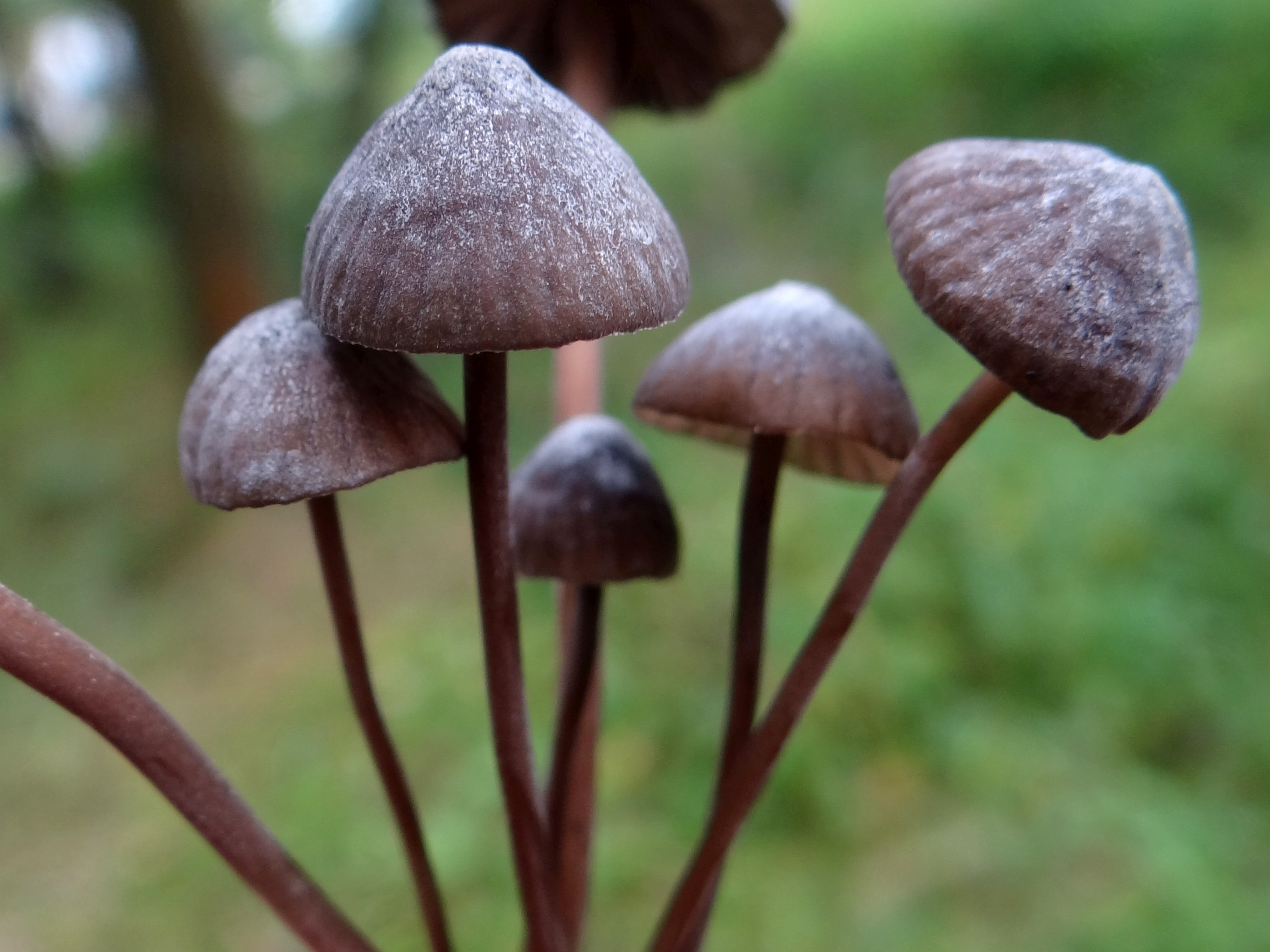

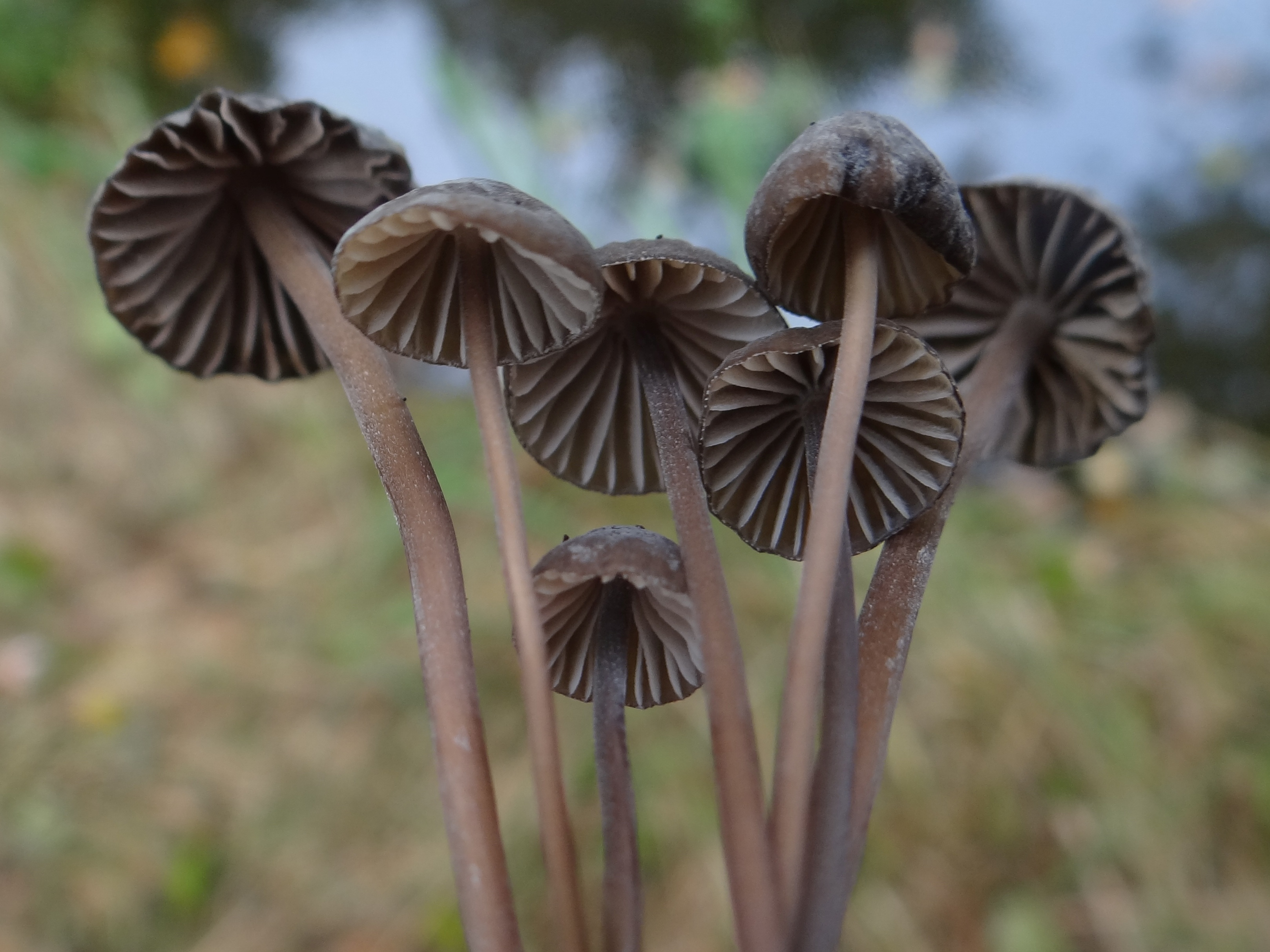

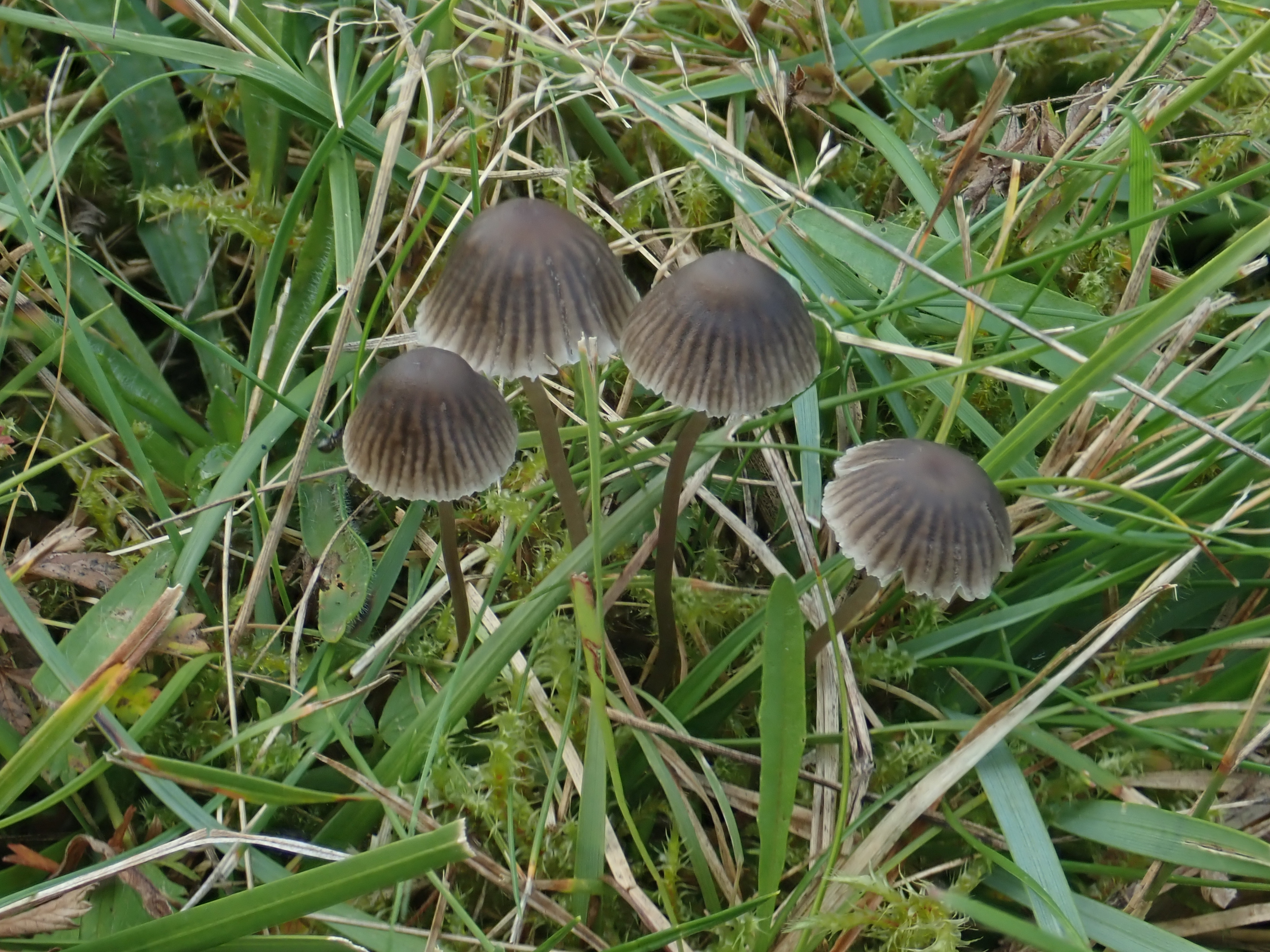

Grzybówka chlorowonna (Mycena leptocephala (Pers.) Gillet – gatunek grzybów z rodziny grzybówkowatych (Mycenaceae).

## Systematyka i nazewnictwo
Pozycja w klasyfikacji według Index Fungorum: Mycena, Mycenaceae, Agaricales, Agaricomycetidae, Agaricomycetes, Agaricomycotina, Basidiomycota, Fungi.
Takson ten opisał w 1800 r. Christiaan Hendrik Persoon nadając mu nazwę Agaricus leptocephalus. Obecną, uznaną przez Index Fungorum nazwę nadał mu Claude-Casimir Gillet w 1876 r.
Synonimy:
- Agaricus alcalinus ß leptocephalus (Pers.) Fr. 1821
- Agaricus leptocephalus Pers. 1800
- Agaricus leptocephalus subsp. caesius Pers. 1828
- Mycena alcalina var. chlorinella J.E. Lange 1914
- Mycena chlorinella (J.E. Lange) Singer 1936
- Mycena leptocephala var. minuta Arnolds 1982

Nazwę polską  nadała mu Maria Lisiewska w 1987 r.

## Morfologia
Kapelusz
Średnica do 25 mm, początkowo jajowato-cylindryczny, potem stożkowaty, paraboliczny lub dzwonkowaty, z różnej wielkości garbkiem lub bez garbka, w końcu spłaszczony, prześwitująco prążkowany, bruzdkowany. Powierzchnia oprószona, połyskliwa. Jest higrofaniczny. W stanie wilgotnym początkowo ciemnobrązowy, czasem czarnobrązowy z jaśniejszym brzegiem, potem od bardzo ciemnoszarego do jaśniej szarego lub od ciemnoszarobrązowego do prawie czarnobrązowego. W stanie suchym szaro-brązowy, brzeg jaśniejszy do białawego.
Blaszki
W liczbie 14–26 dochodzących do trzonu, wąsko lub szeroko przyrośnięte, czasami nieco zbiegające z krótkim ząbkiem, od barwie od dość ciemnoszarobrązowej do szarej, jaśniejsze z wiekiem. Ostrza tej samej barwy lub jaśniejsze.
Trzon
Wysokość 20–65 mm, grubość 1–2,5 mm, walcowaty, nieco rozszerzony dołem, pusty w środku, prosty lub nieco zakrzywiony. Jest delikatnie owłosiony na całej powierzchni, z wyjątkiem wierzchołka błyszczący, ciemnobrązowy, szaro-brązowy do szarego, w dolnej części ciemniejszy, wierzchołek ogólnie szarawy, ale u młodszych okazów często niebieskawo-czarny. Podstawa gęsto pokryta długimi, grubymi, elastycznymi, białymi włókienkami.
Miąższ
O zapachu chloru. Smak słaby, rzodkwiowy. Według innych autorów ma zapach amoniaku.
Cechy mikroskopowe
Podstawki 8–11 × 4–5,8 µm, maczugowate, zazwyczaj 4-zarodnikowe, ale czasem trafiają się 2-zarodnikowe. Zarodniki 8–11,2 × 4–5,8 µm, pipetowate, gładkie, amyloidalne. Cheilocystydy 27–80 × 9–19 µm, tworzące sterylne pasma, kiełbaskowate, prawie cylindryczne, o wierzchołkach zaokrąglonych, lub przechodzących w dłuższą lub krótszą szyję, niekiedy z kilkoma wypukłościami. Pleurocystydy, jeśli występują, są podobne. Strzępki w skórce kapelusza pokryte są cylindrycznymi, prostymi lub rozgałęzionymi naroślami, które mogą tworzyć gęste masy i mają tendencję do żelatynizacji. Strzępki w skórce trzonu, gładkie lub czasami z kilkoma grubymi wyrwami tuż poniżej komórki końcowej; komórki końcowe o szerokości 4,5–20 µm, często bardzo nabrzmiałe, o różnym kształcie i rozgałęzione, zwykle zakrzywione na zewnątrz lub tworzące kaulocystydy. Sprzążki zazwyczaj występują w strzępkach wszystkich części grzyba.

## Występowanie i siedlisko
Grzybówka chlorowonna znana jest w Ameryce Północnej i Środkowej, w Rosji i Maroku. Władysław Wojewoda w zestawieniu grzybów wielkoowocnikowych Polski w 2003 r. przytacza liczne stanowiska. 
Grzyb saprotroficzny. Występuje w lasach iglastych, liściastych i mieszanych, w parkach, na polanach, na leżących na ziemi opadłych gałązkach i korze drzew, często porośniętych mchami. Owocniki od czerwca do listopada. Rozwijają się na butwiejącym drewnie zarówno drzew liściastych, jak iglastych. Czasami występują gromadnie.  

## Gatunki podobne
Jest wiele morfologicznie podobnych gatunków grzybówek. Wśród występujących w Polsce podobna jest grzybówka trawiasta (Mycena aetites). Odróżnia się brakiem amoniakowego zapachu, strzępki warstwy korowej trzonu ma uchyłkowe, a komórki końcowe nie są nabrzmiałe i łatwe do przeoczenia. Zapach amoniaku ma także grzybówka wczesna (Mycena abramsii) i Mycena stipata, ale można je łatwo odróżnić po gładkich strzępkach warstwy korowej trzonu i wyraźnie ukształtowanych końcówkach komórek końcowych tych strzępek.